# Diplotaxis academia
Diplotaxis academia är en skalbaggsart som beskrevs av Patricia Vaurie 1960. Diplotaxis academia ingår i släktet Diplotaxis och familjen Melolonthidae. Inga underarter finns listade i Catalogue of Life.